# Jarvis (cráter)

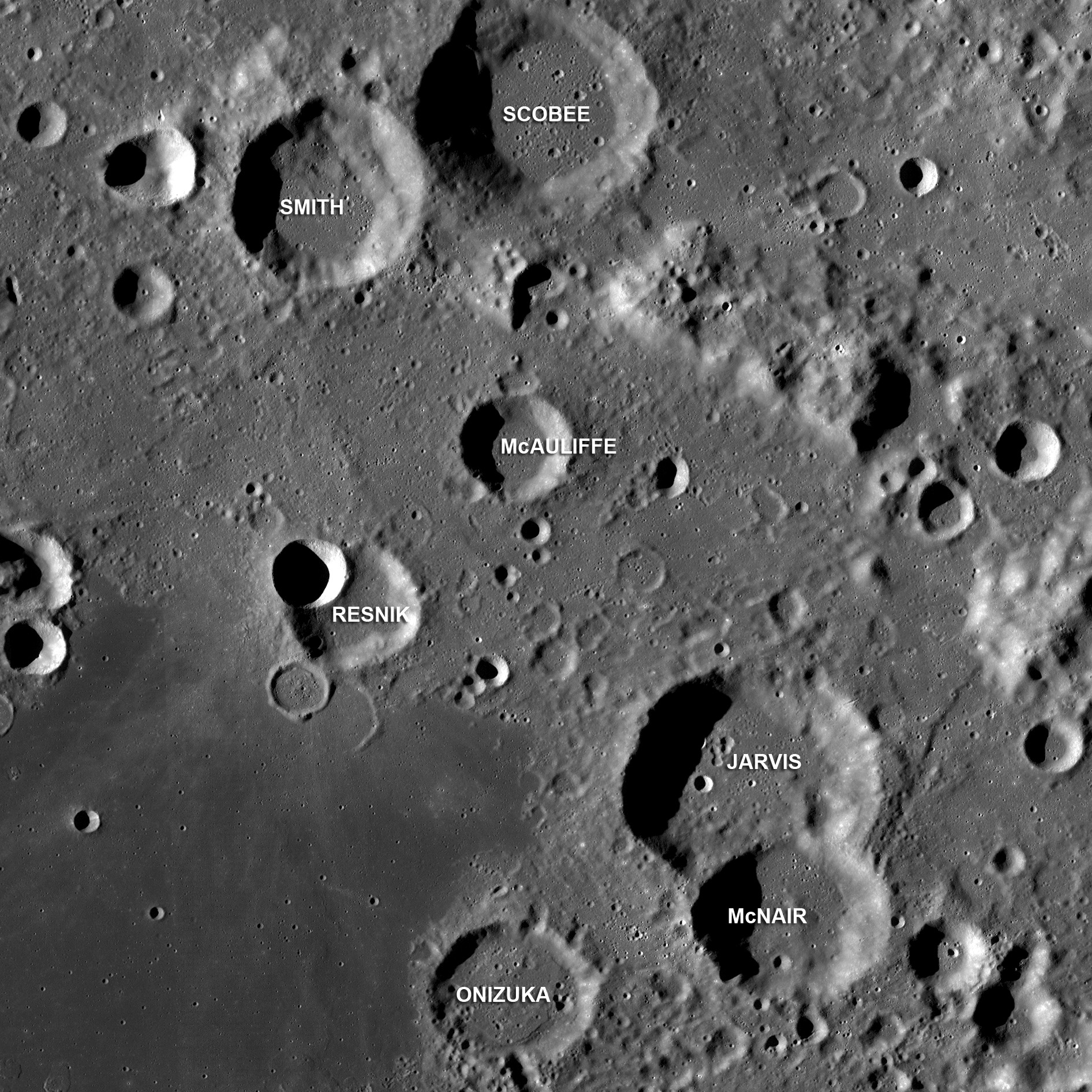
Cráteres dedicados a los astronautas fallecidos en el siniestro del Challenger

Jarvis es un cráter que se encuentra en la cara oculta de la Luna, dentro de la llanura amurallada del cráter Apollo, y en la mitad oriental de la cuenca que ocupa su anillo interior.
|  |

Presenta un brocal exterior bajo, algo desgastado y aproximadamente circular. Una amplia fractura en la parte sur-sureste del borde está parcialmente cubierta por el cráter McNair. Este último es más reciente que Jarvis, ya que su borde se superpone al interior de Jarvis. Su plataforma carece de rasgos distintivos, marcada solo por diminutos cráteres y algunas de las crestas bajas de las murallas de McNair.
El nombre del cráter fue aprobado por la UAI en 1988 en honor de Gregory Jarvis, muerto en el Siniestro del transbordador espacial Challenger el 28 de enero de 1986. El cráter elegido se denominaba anteriormente Borman Z, un cráter satélite de Borman.